# Eduard Petrescu
Format:Infocaseta Persoană

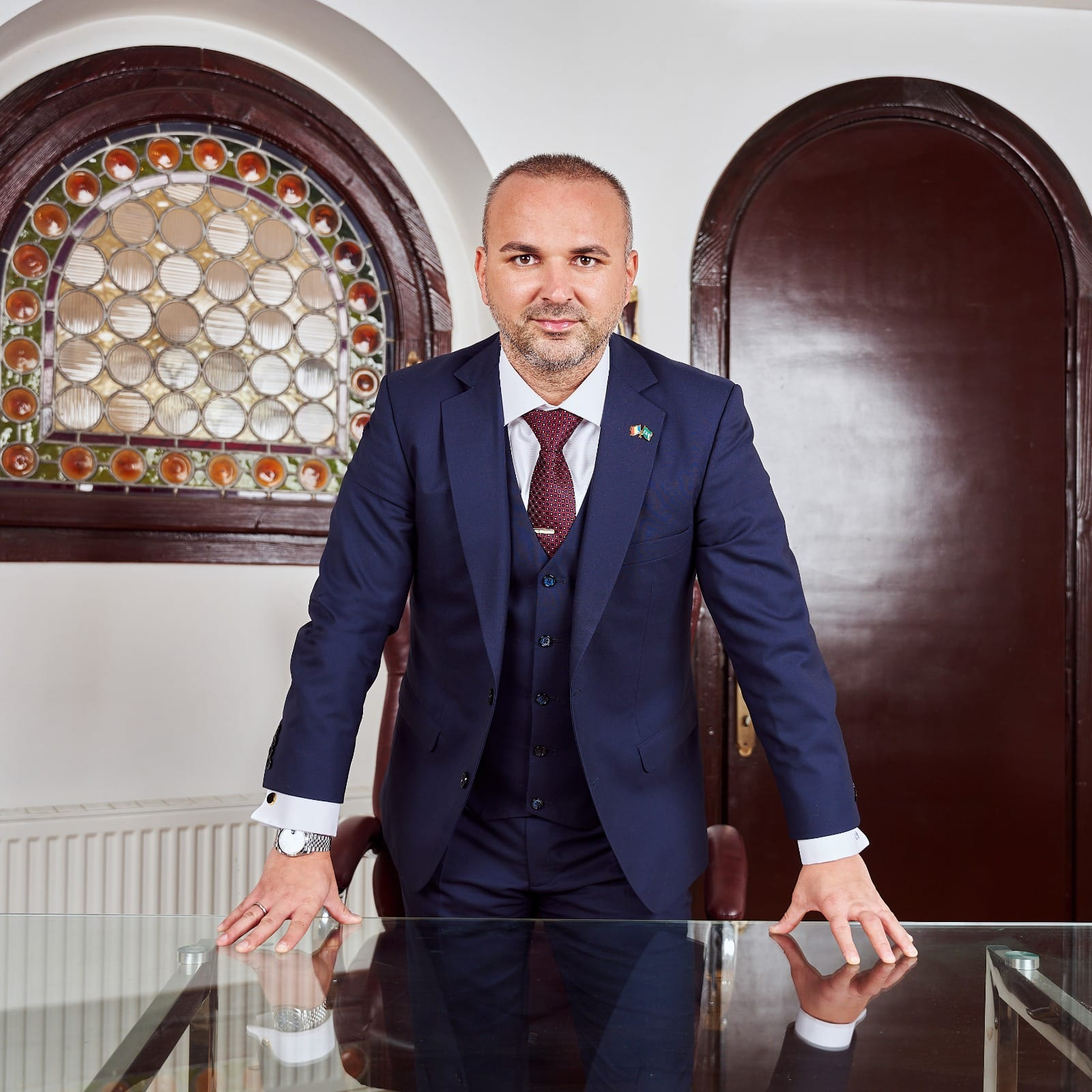
Eduard Petrescu, fondatorul EkoGroup

Eduard Petrescu (n. 10 august 1983, București, România) este un antreprenor român, cunoscut în special ca fondator și director executiv (CEO) al companiei EkoGroup, activă în domeniile media, publicitate și servicii digitale.

## Biografie
Eduard Petrescu s-a născut pe 10 august 1983 în București, Sector 1. A urmat un parcurs profesional în zona antreprenorială, concentrându-se pe dezvoltarea de servicii inovatoare în comunicare, media și marketing digital.

## Activitate profesională

### EkoGroup
În calitate de CEO, Eduard Petrescu conduce EkoGroup, un conglomerat de servicii integrate care include:
- Promovare în presă online – printr-o rețea de peste 1.000 de publicații, compania publică articole optimizate SEO cu scopul de a crește vizibilitatea și autoritatea brandurilor în Google.
- Automatizare LinkedIn – transformarea articolelor de presă în postări recurente pe LinkedIn, pentru consolidarea brand awareness-ului în fața decidenților și profesioniștilor din mediul de afaceri.
- Generare de lead-uri calificate – o aplicație proprie care livrează contacte de business cu o rată de calificare de până la 90%, pe baza unor criterii de industrie, funcție și localizare.
- Steaguri direcționale – campanii outdoor pe stâlpi de iluminat din București și Ilfov, cu avize oficiale de la Primăria Municipiului București, utilizate pentru promovarea brandurilor în trafic auto și pietonal.
- Rețeaua Digitală Premium DOOH – o platformă indoor de promovare digitală, realizată în parteneriat cu LG, ce cuprinde peste 100 de locații premium (clinici medicale, clădiri de birouri, săli de sport și hypermarket-uri Kaufland).
- EkoGroup Vila – un spațiu istoric și exclusivist din București, folosit pentru evenimente corporate și private. Vila, construită în anii 1930, a aparținut fostului premier Gheorghe Tătărăscu și este cunoscută pentru elementele sale arhitecturale interbelice.
- Închiriere de totemuri digitale 4K – servicii pentru evenimente corporate și private, prin instalarea de ecrane digitale premium cu conținut adaptabil în timp real.
- Marketing politic integrat – campanii ce combină promovarea online, publicitatea outdoor și publicarea masivă în presă pentru creșterea vizibilității și consolidarea imaginii candidaților politici.

### EAIVA
Eduard Petrescu este inițiatorul proiectului EAIVA (Eko Artificial Intelligence Virtual Assistant), primul chatbot text-to-text dezvoltat de EkoGroup pentru interacțiuni conversaționale automatizate. Scopul EAIVA este de a sprijini companiile în procesele de comunicare digitală, prin răspunsuri rapide, personalizate și adaptate la context.

## Abordare integrată
Modelul de business dezvoltat de Eduard Petrescu se bazează pe sinergia dintre online și offline: vizibilitate în Google și rețele sociale, completată de expunere outdoor și indoor. Această strategie are ca obiectiv poziționarea clienților ca autorități în domeniile lor de activitate.